# Saint-André-Treize-Voies
Pour les articles homonymes, voir Saint-André.
Saint-André-Treize-Voies est une ancienne commune française située dans le département de la Vendée en région Pays-de-la-Loire. Les habitants de la commune se nomment les Trévois et Trévoises.
Au 1er janvier 2016, elle devient l’une des 3 communes déléguées de Montréverd.

## Géographie

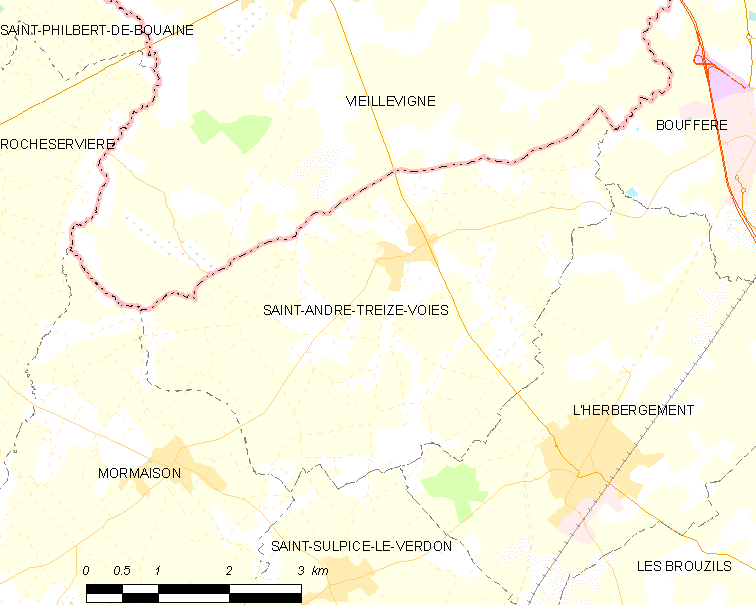
Carte de la commune de Saint-André-Treize-Voies.

### Localisation
Les communes limitrophes de Saint-André-Treize-Voies sont Vieillevigne, Boufféré, L'Herbergement, Saint-Sulpice-le-Verdon (Montreverd), Mormaison (Montreverd).
|                                 | Vieillevigne (4.3 km)                         | Boufféré (Montaigu-Vendée) (6.1 km) |
| Mormaison (Montréverd) (4.2 km) | Saint-André-Treize-Voies (Montréverd)         | L'Herbergement (4.0 km)             |
|                                 | Saint-Sulpice-le-Verdon (Montréverd) (4.5 km) |                                     |

Le territoire municipal de Saint-André-Treize-Voies s’étend sur 1 895 hectares. L’altitude moyenne de la commune est de 54 mètres, avec des niveaux fluctuant entre 33 et 69 mètres,.
À environ 25 minutes de La Roche-sur-Yon par la D763.
À environ 35 minutes par l'A83, à 38 minutes par la D937 ou à 40 minutes par la D12 pour Nantes.
À environ 13 minutes de Montaigu par la D84 et D763 ou à 16 minutes par la D753.

## Toponymie
Attestée sous les formes ecclesia S. Andreae de Tredecim Vocibus  ou de Tribus Vocibus au XVe siècle[réf. nécessaire].
Décrit un carrefour avec une confusion possible entre trois et treize voies[réf. nécessaire].
Durant la Révolution, la commune porte le nom de Treize-Voies.

## Histoire
Issue de la paroisse de Vieillevigne au Moyen Âge, la paroisse de Saint-André-Treize-Voies faisait partie avant la Révolution, de l'évêché de Nantes et des marches avantagères de la Bretagne sur le Poitou. La commune est rattachée au diocèse de Luçon en 1790.
Le nom de cette commune était autrefois Saint-André-Treize-Voix. À l'époque du XIIIe ou XIVe siècle, l'assemblée générale des habitants décidèrent par treize voix d'avance de séparer de Vieillevigne une portion de leur commune.
La paroisse possède un ancien prieuré bénédictin donné à La Rochelle.

## Politique et administration

### Liste des maires
| Période                                  | Période          | Identité       | Étiquette | Qualité                    |
| ---------------------------------------- | ---------------- | -------------- | --------- | -------------------------- |
| 1983                                     | 1995             | Guy Buteau     |           |                            |
| 1995                                     | Mars 2001        | Jean Durand    |           |                            |
| Mars 2001                                | 31 décembre 2015 | Damien Grasset | DVD       | Agent général d’assurances |
| Les données manquantes sont à compléter. |                  |                |           |                            |

### Liste des maires délégués
| Période                                  | Période     | Identité       | Étiquette | Qualité                           |
| ---------------------------------------- | ----------- | -------------- | --------- | --------------------------------- |
| 5 janvier 2016                           | 23 mai 2020 | Damien Grasset | DVD       | Maire de Montréverd (depuis 2016) |
| 23 mai 2020                              | En cours    | Lionel Bossis  |           |                                   |
| Les données manquantes sont à compléter. |             |                |           |                                   |

## Démographie

### Évolution démographique
L'évolution du nombre d'habitants est connue à travers les recensements de la population effectués dans la commune depuis 1800. À partir du 1er janvier 2009, les populations légales des communes sont publiées annuellement dans le cadre d'un recensement qui repose désormais sur une collecte d'information annuelle, concernant successivement tous les territoires communaux au cours d'une période de cinq ans. 
Pour les communes de moins de 10 000 habitants, une enquête de recensement portant sur toute la population est réalisée tous les cinq ans, les populations légales des années intermédiaires étant quant à elles estimées par interpolation ou extrapolation. Pour la commune, le premier recensement exhaustif entrant dans le cadre du nouveau dispositif a été réalisé en 2005,.
En 2015, la commune comptait 1 422 habitants, en évolution de +13,49 % par rapport à 2008 (Vendée : +5,7 %, France hors Mayotte : +2,49 %).
| 1800 | 1806 | 1821  | 1831  | 1836  | 1841  | 1846  | 1851  | 1856  |
| ---- | ---- | ----- | ----- | ----- | ----- | ----- | ----- | ----- |
| 608  | 920  | 1 083 | 1 139 | 1 202 | 1 199 | 1 197 | 1 148 | 1 151 |

| 1861  | 1866  | 1872  | 1876  | 1881  | 1886  | 1891  | 1896  | 1901  |
| ----- | ----- | ----- | ----- | ----- | ----- | ----- | ----- | ----- |
| 1 220 | 1 275 | 1 232 | 1 210 | 1 210 | 1 191 | 1 191 | 1 214 | 1 188 |

| 1906  | 1911  | 1921 | 1926 | 1931 | 1936 | 1946 | 1954 | 1962 |
| ----- | ----- | ---- | ---- | ---- | ---- | ---- | ---- | ---- |
| 1 144 | 1 097 | 970  | 914  | 916  | 942  | 874  | 871  | 940  |

| 1968 | 1975 | 1982 | 1990 | 1999 | 2005  | 2010  | 2013  | - |
| ---- | ---- | ---- | ---- | ---- | ----- | ----- | ----- | - |
| 931  | 827  | 813  | 895  | 952  | 1 077 | 1 333 | 1 389 | - |

### Pyramide des âges
La population de la commune est relativement jeune. Le taux de personnes d'un âge supérieur à 60 ans (16,4 %) est en effet inférieur au taux national (21,6 %) et au taux départemental (25,1 %).
Contrairement aux répartitions nationale et départementale, la population masculine de la commune est supérieure à la population féminine (51,6 % contre 48,4 % au niveau national et 49 % au niveau départemental).
La répartition de la population de la commune par tranches d'âge est, en 2007, la suivante :
- 51,6 % d’hommes (0 à 14 ans = 19,8 %, 15 à 29 ans = 19,2 %, 30 à 44 ans = 25,2 %, 45 à 59 ans = 20,7 %, plus de 60 ans = 15,1 %) ;
- 48,4 % de femmes (0 à 14 ans = 23,2 %, 15 à 29 ans = 17,7 %, 30 à 44 ans = 22,6 %, 45 à 59 ans = 18,6 %, plus de 60 ans = 17,9 %).

| Hommes | Classe d’âge | Femmes |
| ------ | ------------ | ------ |
| 0,5    | 90 ans ou +  | 0,4    |
| 5,2    | 75 à 89 ans  | 7,5    |
| 9,4    | 60 à 74 ans  | 10,0   |
| 20,7   | 45 à 59 ans  | 18,6   |
| 25,2   | 30 à 44 ans  | 22,6   |
| 19,2   | 15 à 29 ans  | 17,7   |
| 19,8   | 0 à 14 ans   | 23,2   |

| Hommes | Classe d’âge | Femmes |
| ------ | ------------ | ------ |
| 0,4    | 90 ans ou +  | 1,2    |
| 7,3    | 75 à 89 ans  | 10,6   |
| 14,9   | 60 à 74 ans  | 15,7   |
| 20,9   | 45 à 59 ans  | 20,2   |
| 20,4   | 30 à 44 ans  | 19,3   |
| 17,3   | 15 à 29 ans  | 15,5   |
| 18,9   | 0 à 14 ans   | 17,4   |

## Lieux et monuments
- Menhir de la Petite-Roche  Classé MH (1989) [15]
- Église Saint-André.

## Personnalités liées à la commune
- Maxime Bossis, footballeur.
- Joël Bossis, ancien footballeur professionnel français
- La famille de La Roche-Saint-André (toujours vendéenne) est originaire de cette paroisse depuis au moins le début du XIVe siècle. Elle y posséda la terre de La Roche jusqu'en 1791. De cette famille est sorti Gilles de La Roche-Saint-André, (1621-1668) chef d'escadre sous Louis XIV et grand-père de l'amiral du Chaffault.

## Slogan
Saint-André-Treize-Voies, j'y crois !

## Événements et fêtes
La « Fête des battages » se déroule à Saint-André-Treize-Voies, le premier dimanche d'août de chaque année ; la 48e édition se déroulera le dimanche 2 août 2020.

## Pour approfondir